# Јосип Ујчић
Јосип Ујчић (Стари Пазин, 10. фебруар 1880 — Београд, 24. март 1964) био је београдски надбискуп, концилски отац и члан Централне комисије за припрему Другог ватиканског сабора.

## Биографија
Завршио је теолошки факултет у Горици, а за свештеника је рукоположен 1902. године. Наставља са студијама, те на Факултету католичке теологије Бечког универзитета докторира са дисартацијом Historia glagolicae speciali cum respectu ad decreta pontificia. Након завршетка студија почиње предавати на Горичкој богословији, а од 1912. до 1919. године био директор Augustineum и професор на бечкој богословији, затим професор моралне теологије на љубљанској богословији до 1936. године, када постаоје београдски надбискуп и банатски апостолски администратор.
Био је предсједник Бискупске конференције Југославије (1948—1961).
У фебруару 1960. је одликован Орденом заслуга за народ.
Залагао се за уређен однос између Цркве и државе и учествовао је у припремама и раду Другог ватиканског сабора.
Умро је пред крај концила 24. марта 1964. године.